# Cantonul Saint-Loup-Lamairé
Cantonul Saint-Loup-Lamairé este un canton din arondismentul Parthenay, departamentul Deux-Sèvres, regiunea Poitou-Charentes, Franța.

## Comune
| Comune             | Populație (1999) | Cod poștal | Cod INSEE |
| ------------------ | ---------------- | ---------- | --------- |
| Assais-les-Jumeaux | 765              | 79600      | 79016     |
| Le Chillou         | 184              | 79600      | 79089     |
| Gourgé             | 921              | 79200      | 79135     |
| Louin              | 752              | 79600      | 79156     |
| Maisontiers        | 182              | 79600      | 79165     |
| Saint-Loup-Lamairé | 948              | 79600      | 79268     |
| Tessonnière        | 306              | 79600      | 79325     |